# Maryse Martin
Pour les articles homonymes, voir Martin.
Maryse Martin, pseudonyme de Maria Bourintein, née le 14 décembre 1906 à Paris (11e) où elle est morte le 18 mai 1984, est une actrice et chanteuse française.

## Biographie
Née à Paris, elle passa son enfance à Amazy dans la Nièvre, commune en bordure du Morvan. Ayant assisté à un spectacle d'une troupe de comédiens dans le cadre de l'établissement scolaire qu'elle fréquente elle exprime le désir de monter sur les planches.
Après ses études primaires, elle entre aux P.T.T. et obtient un poste à Vendôme, puis quelque temps après obtient un poste à l'interurbain de Paris.
Mariée à Henri Bromont, originaire de Clamecy, elle donne naissance à deux enfants. Le couple demeure à Paris dans un appartement au-dessus du cabaret Le Batifol, rue du Faubourg-Saint-Martin, où elle débutera sous le pseudonyme de « Maryse Max ». En 1937 elle passe à la radio pour la première fois dans une émission de René Lefèvre et Roger Féral qui jouera un rôle important dans l'évolution de sa carrière, lui disant : « Au lieu de chanter les gaudrioles de tout le monde, fais donc quelque chose de personnel. Avec ton accent paysan véritable, fais-moi un répertoire morvandiau… ».[réf. nécessaire] Elle change le pseudonyme de « Max » qu'elle remplaça par « Martin », et elle devint l'idole des Morvandiaux.
En 1938, elle devient membre du groupe folklorique La Bourrée Morvandelle et René de Buxeuil lui écrit Ô mon Morvan qui devient le second hymne du Morvan.
En 1945-1946, elle est « Marie Piedalo », l'épouse radiophonique de Ded Rysel dans l'émission Le Pont de Colombes, sur Radio-Luxembourg. Elle devient une commère dans l'émission Mon Village sur Radio-Française et joue aux Trois Baudets avec son compatriote Jean Nohain.
Elle tourne son premier film en 1948 dans les Casse-pieds avec Noël-Noël.
En 1949, elle passe à Bobino et à l'Européen, joue au Caveau de la République avec les chansonniers des années 1950.
Vedette officielle du Tour de France 1962, l'année suivante elle tourne avec Bourvil et Pierre Brasseur dans une comédie franco-italienne, Le Magot de Josefa.
Lorsqu'elle reçoit les insignes de chevalier du Mérite agricole, elle dira : « Ce titre m'est décerné pour l'impact que j'ai auprès de ceux qui travaillent durement la terre et pour lesquels mes chants et mes poèmes les honorant sont un réconfort. »[réf. nécessaire]
En 1964, elle tourne dans Monsieur, avec Jean Gabin et Mireille Darc.
En 1978, elle joue le rôle d'une nounou morvandelle dans Claudine de Colette. Elle tournera trois épisodes de ce téléfilm avec Marie-Hélène Breillat.
En 1981, elle tourne dans un feuilleton Bleu, blanc, rouge aux côtés de Bernard Giraudeau et d'Henri Virlogeux, originaire du Nivernais.
Maryse Martin meurt à son domicile de la rue de la Roquette, à Paris 11e, le 18 mai 1984, alors qu'elle était en pleine activité, préparant ses tournées. Ses amis gardent d'elle le souvenir d'une dame de grande bonté, pleine d'humour et d'une grande simplicité. Elle est partie sans cérémonie officielle, ayant fait don de son corps à la science.

## Filmographie

### Cinéma
- 1948 : Les Casse-pieds de Jean Dréville : le sketch additionnel dans lequel elle figurait a été coupé au montage
- 1950 : Nous irons à Paris de Jean Boyer : Maman Terrine
- 1951 : Musique en tête de Georges Combret et Claude Orval : la paysanne
- 1951 : Paris chante toujours de Pierre Montazel : La concierge
- 1951 : Trois Femmes d'André Michel - dans le sketch : Zora
- 1952 : L'amour n'est pas un péché de Claude Cariven : la concierge de l'immeuble
- 1952 : Le Curé de Saint-Amour de Émile Couzinet
- 1953 : Les Enfants de l'amour de Léonide Moguy : Madeleine
- 1953 : C'est... la vie parisienne de Alfred Rode : Mlle Machu
- 1954 : Leguignon guérisseur de Maurice Labro : la cliente volubile
- 1954 : Casse-cou, mademoiselle de Christian Stengel
- 1954 : La Cage aux souris de Jean Gourguet : Mme Roquet
- 1955 : Les Premiers Outrages de Jean Gourguet : Germaine, la femme de l'aubergiste
- 1955 : Paris Canaille de Pierre Gaspard-Huit : Germaine
- 1955 : On déménage le colonel de Maurice Labro : Mme Auguste, la fermière
- 1955 : Sophie et le Crime de Pierre Gaspard-Huit : la serveuse aux saucisses
- 1956 : Mitsou de Jacqueline Audry : la concierge
- 1956 : Les Promesses dangereuses de Jean Gourguet
- 1956 : La Route joyeuse (The Happy Road) de Gene Kelly : la mère
- 1956 : L'amour descend du ciel de Maurice Cam : la tante de Julien
- 1956 : Bonjour jeunesse de Maurice Cam
- 1956 : La Joyeuse Prison de André Berthomieu : Charlotte Tubœuf
- 1958 : L'École des cocottes de Jacqueline Audry : la patronne du Lapin du Morvan)
- 1958 : La P... sentimentale de Jean Gourguet : la prostituée au canard
- 1959 : Minute papillon de Jean Lefèvre
- 1959 : Les Frangines de Jean Gourguet : la directrice
- 1959 : Le Secret du chevalier d'Éon de Jacqueline Audry : Georgette
- 1960 : Boulevard de Julien Duvivier : Mme Durie
- 1961 : Pleins Feux sur l'assassin de Georges Franju : Marthe
- 1961 : La Traversée de la Loire de Jean Gourguet
- 1962 : Jusqu'à plus soif de Maurice Labro : la mère Soulage
- 1963 : Le Magot de Josefa de Claude Autant-Lara : Maryse
- 1964 : Les Gorilles de Jean Girault : la concierge
- 1964 : Monsieur de Jean-Paul Le Chanois : Justine, la cuisinière
- 1965 : Déclic et des claques de Philippe Clair
- 1965 : La Bourse et la Vie de Jean-Pierre Mocky : la femme à la valise
- 1965 : Le Dix-septième Ciel de Serge Korber
- 1966 : Sale temps pour les mouches de Guy Lefranc
- 1969 : Bye bye, Barbara de Michel Deville : l'habilleuse
- 1971 : La Coqueluche de Christian-Paul Arrighi
- 1971 : Le Petit Matin de Jean-Gabriel Albicocco : Mélanie
- 1973 : Le Concierge de Jean Girault : Maria
- 1974 : Le Polygame de Maurice Jacquin Jr. et Norbert Terry : Mme La Cloche
- 1974 : La Soupe froide de Robert Pouret : Veleda
- 1974 : En grandes pompes de André Teissère
- 1979 : Rien ne va plus de Jean-Michel Ribes : une paysanne

### Télévision
- 1967 : Les Sept de l'escalier quinze B (série)
- 1967 : Saturnin Belloir de Jacques-Gérard Cornu (série)
- 1970 : Nanou (série)
- 1971 : Madame êtes-vous libre? (série) : la voisine
- 1971 : Au théâtre ce soir - De doux dingues de Joseph Carole, mise en scène Jean Le Poulain, réalisation Georges Folgoas, théâtre Marigny : Tante Anna
- 1972 : Les Chemins de pierre (série)
- 1973 : Le Jeune Fabre (série)
- 1975 : Jack, épisode #1.12 de Serge Hanin : Germaine
- 1976 : Nick Verlaine ou Comment voler la tour Eiffel, épisode Le monstre  de Claude Boissol : Mme Aubrac
- 1978 : Claudine d'Édouard Molinaro (série de téléfilms) : Mélie

- 1979 : Commissaire Moulin, épisode Les brebis égarées de Claude Boissol : La Concierge
- 1980 : Les Dossiers de l'écran, téléfilm Le grand fossé de Yves Ciampi : Germaine Mérigaud
- 1981 : Blanc, bleu, rouge (série) : Perrine
- 1982 : La Chambre des dames (série)
- 1982 : Le Féminin pluriel: la mère Anselme
- 1982 : L'Esprit de famille (série)
- 1984 : Mademoiselle Clarisse, d’après Violette Leduc
- 1987 : Monsieur Benjamin : Clémence

### Publicité
- La Germaine aux œufs frais pour Lustucru

## Chansons
(liste non exhaustive)
- 1938 : Ô mon Morvan de René de Buxeuil, un second hymne du Morvan
- Mes sabots dans la ville de Maryse Martin, elle met en avant ses attaches au Morvan
- Sous les pommiers - Y aune fille dans l'poirier - Bichez vous - Ô mon Morvan - auteur compositeur: Georges Liferman - Raymond Legrand - René de Buxeuil, orchestration de Charles Level - Disques Normandy, réf:11-265-66.
- 1945 : Le Jau du clocher, poème de Georges Blanchard, nivernais et Le Poêle à deux marmites, création radiophonique de Maryse Martin.

## Publication
- Mes Sabots dans la ville, Éd. Les Lettres du Monde, 1978, 218 p.

## Distinctions

### Décorations
- Chevalier du Mérite agricole des mains de Jacques Gandouin, préfet de la Nièvre, fondateur de La Camosine
- Officier de l'ordre de la Gigouillette, le 24 août 1969

## Iconographie
- Maryse Martin, portait photographique de Studio Star à Paris.
- Affiche du comice agricole du canton de Nevers, le 4 août 1957 à Magny-Cours, grand bal de nuit avec Maryse Martin accompagnée au piano par la compositrice Joeguy, dessin de Marie Terran, impr. Ch. Vilers, Paris, dim; H:120 cm x L: 80 cm